# 福相寺 (杉並区)
福相寺（ふくそうじ）は、東京都杉並区にある日蓮宗の寺院。

## 概要
寛永年間（1624年 - 1643年）、正住院日協によって開山された。元々は武蔵国豊島郡小石川村白山（現・東京都文京区白山）に位置していた。なお一説によると、1589年（天正17年）に、一如院日重よって開山されたともいう。寛永寺が創建され、その境内予定地になったので、白山に移転したという。
当寺には、伝教大師最澄の作と伝わる「願満大黒天」という大黒天像が安置している。元々は大坂（現・大阪市）の佐藤氏の家にあったものだが、当寺の住職が大黒天を清め、お祈りすることで、佐藤氏の病気を治した。佐藤氏は、そのご利益に感謝して、大黒天像を当寺に奉納することになったという逸話がある。

## 境内
- 句碑

俳人の長谷川零余子・かな女夫妻のものである。

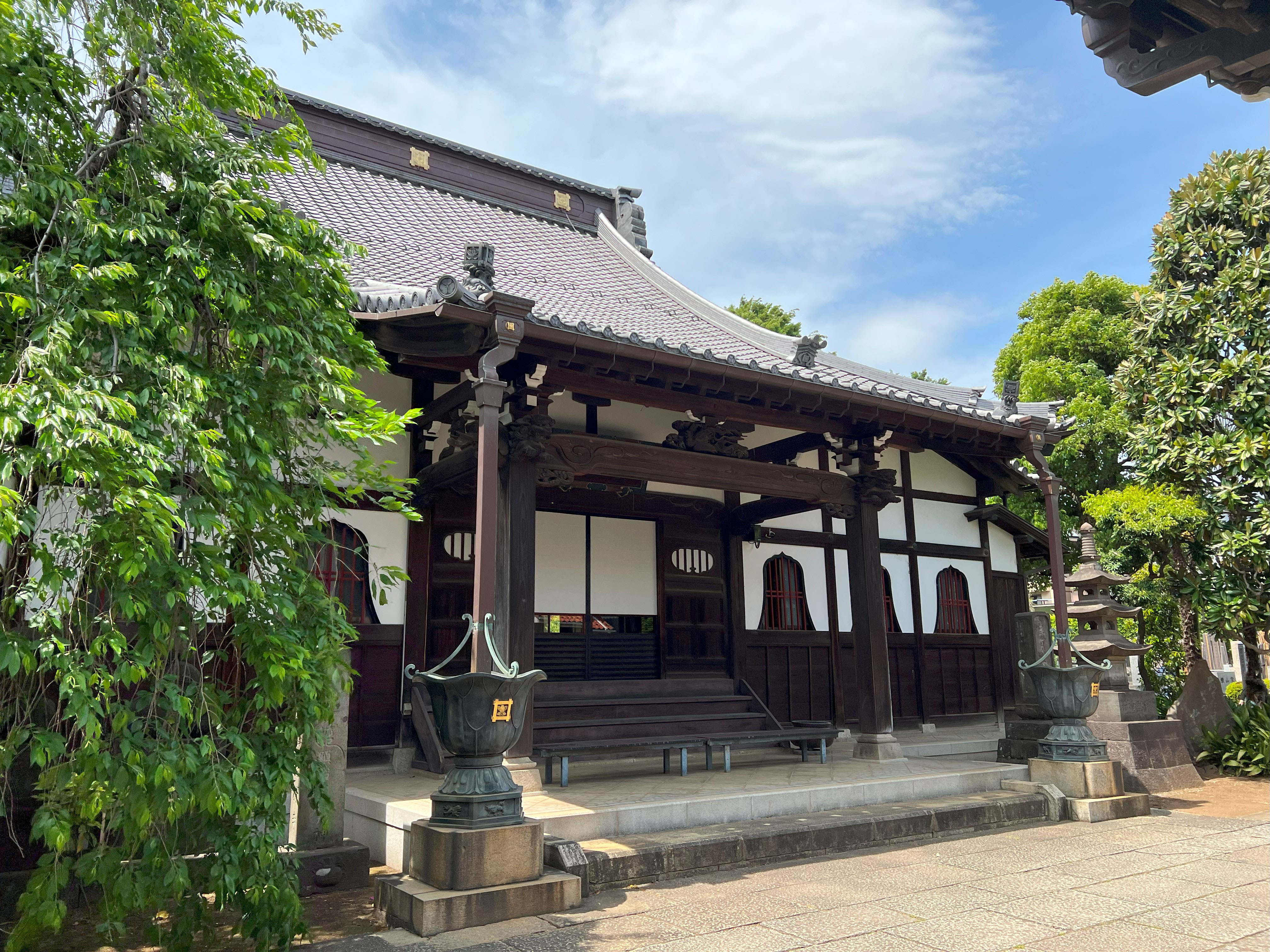
本堂

## 墓所
- 長谷川零余子・かな女夫妻（俳人）
- 魚井重太郎（杉並区長）
- 堀川とんこう（ドラマ演出家・映画監督）

## 交通アクセス
- 地下鉄丸ノ内線新高円寺駅または東高円寺駅より徒歩10分。
- 宿91系統(新宿駅西口～新代田駅)(都営バス))渋66系統(渋谷駅～阿佐ケ谷駅)(都営パス・京王バス)高46系統(杏林大学杉並病院～高円寺駅南口)(京王バス)「堀ノ内」バス停下車